# ألبرشت تسيمرمان
ألبرشت تسيمرمان (بالألمانية: Albrecht Zimmermann) (و. 1860 – 1931 م) هو عالم نبات، وعالم فطريات ألماني، ولد في براونشفايغ، وكان عضوًا في الأكاديمية الألمانية للعلوم ليوبولدينا، توفي في برلين، عن عمر يناهز 71 عاماً.